# 피라미
피라미(Zacco platypus, 문화어: 행베리)는 잉어목 잉어과에 속하는 물고기이다. 어린 개체는 열피리라 부른다. 한반도 하천의 어디에서나 볼 수 있는 물고기로, 다른 물고기에 비해 암수, 산란 시기에 따라 몸 빛깔의 변화가 다양하다. 피라미는 성질이 급하며, 행동이 민첩하고, 바닥이 모래나 작은 자갈로 된 흐르는 물을 좋아한다. 성질이 급해서 잡히면 금방 죽곤 한다. 가을이 깊어가고 수온이 내려가면 상류에 사는 피라미는 하류로 이동하고 호수 등지의 피라미는 깊은 곳으로 이동한다. 그리고 조어라고도 부른다.

## 산란
산란기는 수온이 19 °C 정도 되는 6-8월 무렵이다. 이때 수컷은 혼인색을 띠게 되고, 수심 5-20cm 정도의 모래나 자갈 위에 지름 40cm의 산란장을 만들어 암수가 함께 들어가 약 30초 동안 알을 낳는다. 이때 수컷이 암컷 위에 올라가 가슴과 배지느러미로 암컷을 꽉 붙잡은 다음 자신의 항문을 암컷의 항문에 붙여 온몸을 진동시킨 뒤 암놈을 가로로 누여 꼬리를 합쳐서 모래를 파헤치며 산란한다. 치어는 2년 정도 지나면 어미 피라미로 된다. 하천 중류 쪽에 서식한다

## 습성
피라미는 잡식성으로 이른 새벽이나 해질녘에 수면 위로 올라와 수생곤충을 잡아먹기도 하고 얕은 곳에 사는 피라미는 자갈 틈에 붙어 있는 조류 및 곤충을 잡아먹는다. 한국·일본·중국·대만 등지에 주로 분포한다. 근연종으로 갈겨니와 참갈겨니가 있다.